# WSG Wattens
WSG Wattens, osztrák futballcsapat. Székhelye Wattensban található. A klubot 1930-ban alapították. 

## Keret
2025. január 7-i állapotnak megfelelően.
| #  |     | Poszt | Név                  |
| -- | --- | ----- | -------------------- |
| 1  | AUT | K     | Paul Schermer        |
| 3  | AUT | V     | David Gugganig       |
| 4  | AUT | KP    | Valentino Müller     |
| 5  | GER | V     | Jamie Lawrence       |
| 6  | AUT | V     | Lukas Sulzbacher     |
| 7  | USA | CS    | Quincy Butler        |
| 8  | MLI | CS    | Mahamadou Diarra     |
| 10 | DEN | KP    | Bror Blume           |
| 11 | AUT | CS    | Tobias Anselm        |
| 13 | AUT | K     | Alexander Eckmayr    |
| 14 | AUT | KP    | Alexander Ranacher   |
| 15 | BFA | KP    | Mazou Bambara        |
| 16 | AUT | CS    | Lukas Hinterseer     |
| 17 | AUT | KP    | Johannes Naschberger |

| #  |     | Poszt | Név                                              |
| -- | --- | ----- | ------------------------------------------------ |
| 20 | AUT | KP    | Cem Üstündag                                     |
| 21 | AUT | CS    | Yannick Vötter                                   |
| 22 | AUT | V     | Osarenren Okungbowa                              |
| 23 | AUT | KP    | Stefan Skrbo                                     |
| 24 | GER | V     | Jonas David                                      |
| 25 | GER | V     | Lennart Czyborra (kölcsönben a Genoa csapatától) |
| 27 | AUT | V     | David Jaunegg                                    |
| 28 | AUT | KP    | Thomas Geris                                     |
| 30 | AUT | KP    | Matthäus Taferner                                |
| 31 | SUI | KP    | Mathew Collins                                   |
| 32 | CRO | KP    | Renato Babic                                     |
| 33 | AUT | CS    | Florian Rieder                                   |
| 40 | CZE | K     | Adam Stejskal                                    |

## Sikerei
- Osztrák 2. Liga:
  - Bajnok (1): 2019
- Osztrák Second Division (West):
  - Bajnok (1): 1968
- Osztrák Regionalliga West:
  - Bajnok (4): 1989, 1995, 1999, 2003, 2015–16

## Menedzserek
| - Fritz Pfister (1964–1970) - Eduard Frühwirth (1970–1971) - Hugo Perwein (1989–1990) - Günther Rinker (1991–1994) - Friedrich Peer (1994-1997) - Wolfgang Schwarz (1997-2000) - Günther Steinlechner (2000–2001) - Fuad Đulić (2001) - Michael Streiter (2001-2002) - Georg Saringer (2005) - Thomas Pfeiler (2006-2007) - Klaus Schuster (2007) - Robert Auer (2007-2008) - Roland Kirchler (2008-2012) - Robert Wazinger (2012-2013) - Thomas Silberberger (2013-2024) - Philipp Semlic (2024-) |

## Külső hivatkozások
- Hivatalos honlap
- Facebook honlap
- Szurkolói honlap